# Liu Jing (aviron)
Pour les articles homonymes, voir Liu Jing.
Dans ce nom chinois, le nom de famille, Liu, précède le nom personnel.
Liu Jing (en chinois : 刘静), née le 11 décembre 1987 dans la province du Shandong, est une rameuse d'aviron chinoise.

## Carrière
Liu Jing est médaillée d'or en quatre de couple poids légers aux Championnats du monde d'aviron 2006. Elle est ensuite médaillée de bronze dans la même discipline aux Championnats du monde d'aviron 2007 ainsi qu'aux Championnats du monde d'aviron 2010. Elle obtient par ailleurs la médaille d'or du quatre de couple poids légers aux Jeux asiatiques de 2010. Elle est ensuite médaillée d'argent du quatre de couple poids légers aux Championnats du monde d'aviron 2011.